# Oreste Bernardoni
Oreste Bernardoni (* 28. Februar 1911 in Bientina; † 10. August 1965 in Savigny-le-Temple) war ein italienisch-französischer Radrennfahrer.

## Sportliche Laufbahn
Bernardoni war Straßenradsportler. In Italien geboren, nahm er später die französische Staatsbürgerschaft an.
Als Unabhängiger gewann er das Rennen Nizza–Toulon–Nizza 1932 mit einem Etappensieg. 1935 und 1937 folgten erneute Etappensiege in dem Rennen, das er 1938 als Gesamtsieger beendete. Den Circuit du Provençal (Tour du Sud-Est) 1938 entschied er mit zwei Etappensiegen für sich. 1939 siegte er in der Marokko-Rundfahrt vor François Adam und gewann dabei zwei Etappen.
Bernardoni wurde 1934 Berufsfahrer im Radsportteam Mercier-A. Leducq und blieb bis 1953 als Radprofi aktiv.
Die Tour de France fuhr er dreimal. 1935 wurde er 35., 1938 40. und 1939 24. der Gesamtwertung. In den Rennen der Monumente des Radsports war der 50. Platz bei Paris–Roubaix 1935 sein bestes Resultat.